# نوووهراد-وولینسکیی ۱۷۵۶۳۶
سیارک ۱۷۵۶۳۶ (به انگلیسی: 175636 Zvyagel، نامگذاری:2007UP4) صد و هفتاد و پنج هزار و ششصد و سی و ششمین سیارک کشف شده‌است که در ۱۷ اکتبر ۲۰۰۷ کشف شد.